# The 13th Floor
Albums de Sirenia
Nine Destinies and a Downfall
(2007) The Enigma of Life
(2011)
The 13th Floor est le quatrième album du groupe norvégien de metal symphonique Sirenia publié le 23 janvier 2009 par Nuclear Blast.

## Liste des chansons
Toute la musique est composée par Morten Veland.
| No | Titre                    | Durée |
| -- | ------------------------ | ----- |
| 1. | The Path to Decay        | 4:17  |
| 2. | Lost In Life             | 3:12  |
| 3. | The Mind Maelstrom       | 4:47  |
| 4. | The Seventh Summer       | 5:21  |
| 5. | Beyond Life's Scenery    | 4:33  |
| 6. | The Lucid Door           | 4:48  |
| 7. | Led Astray               | 4:35  |
| 8. | Winterborn 77            | 5:33  |
| 9. | Sirens Of The Seven Seas | 5:13  |